# Interestatal 15
La Interestatal 15 (I-15) es la cuarta autopista interestatal transcontinental más larga en los Estados Unidos, pasando sobre los estados de California, Nevada, Arizona, Utah, Idaho y Montana. Las secciones de Utah y Arizona han sido oficialmente designados como 'Veterans Memorial Highway'.
Desde la construcción de la I-15, ha sido muy importante en la economía de Norteamérica especialmente en el comercio. Ahora es oficialmente usada para este propósito. Desde el cruce de la Interestatal 515 en Las Vegas a la frontera canadiense la I-15 forma parte del Corredor CANAMEX, un Corredor de Alta Prioridad, como resultado del TLCAN.
Algunas secciones locales fueron construidas para conectar a Inland Empire con San Diego en California, para facilitar el turismo hacia Las Vegas, e interconectar a toda las áreas metropolitanas en Utah excepto en Logan, y proporcionar los desvíos de autovía hacia Pocatello, Idaho Falls y Great Falls.
Desde la construcción inicial de la I-15, California, Nevada y Utah han sido posicionadas como unos de los estados con más alto crecimiento en todo los Estados Unidos. Como resultado, el corredor de la I-15 ha incrementado su población a sus lados y también se ha incrementado la cantidad de tráfico que bordea a la autovía. Se estima que alrededor del 75% de la población de Utah vive alrededor de la I-15., 19 por ciento de la población de California, y más del 70 por ciento de la población de Nevada viven en los condados en su intersección con la I-15 y usan como transporte primario a la I-15. Es igual, en California, donde la I-15 donde tiene más tráfico debido al rápido crecimiento de las comunidades en los alrededores del Desierto de Mojave como Victorville y Barstow (California). En todos estos estados, la I-15 ha sido recientemente o están en proceso de ser mejorada para incrementar el flujo de transeúntes. Las secciones de Arizona, Idaho y Montana tienen las partes más rurales. Aunque Arizona ha crecido substancialmente desde que se construyó la I-15, la I-15 sólo pasa por una parte desolada del estado de Arizona.
Debido al rápido crecimiento del área, el corredor de la I-15 se ha concentrado en varios proyectos de transporte en masa. El Monorríel de Las Vegas, FrontRunner tren urbano TRAX trenes ligeros en Salt Lake City son líneas de transporte público paralelos a la I-15 en la cual ahora estén en operación. Entre Los Ángeles y Las Vegas se ha propuesto construir una ruta usando un tren maglev; en 2004 el proyecto del Maglev interestatal de California y Nevada salió al público.

## Descripción de la Ruta
| Longitudes | Longitudes | Longitudes |
|            | mi         | km         |
| ---------- | ---------- | ---------- |
| CA         | 287        | 462        |
| NV         | 124        | 200        |
| AZ         | 29         | 47         |
| UT         | 401        | 645        |
| ID         | 196        | 315        |
| MT         | 396        | 637        |
| Total      | 1,433      | 2,307      |

La terminal localizada más al sur es San Diego, California en la interestatal 8, 18 millas (29 km) al norte con la frontera internacional con México. Sin embargo, se está construyendo y mejorando esta parte para extender a la Interestatal 5. El trabajo actual en esta autovía está designada como Ruta Estatal 15. Hay también una autovía continua desde la I-8 y la I-5, pero varias intersecciones y carriles de aceleración y desaceleración no están hechas para los estándares de las Interestatales. La terminal localizada más al norte está en Sweetgrass, Montana en la frontera internacional entre los Estados Unidos y Canadá, donde se convierte en la Carretera de Alberta 4.

### California
Al norte de su cruce con la autovía Riverside, la Ruta Estatal 91, en Inland Empire cerca de Corona, la ruta sigue casi el mismo rumbo que la antigua Ruta 91 y la Ruta 395. Al norte de Devore, la carretera sigue exactamente la alineación de la Carretera histórica 96 a lo largo con el desprendimiento de la Ruta 91 y la Ruta 395 en Hesperia después la ruta continua aproximadamente con la Ruta 66 y la Ruta 91 hasta llegar por el valle del río Mojave, 35 millas (56 km) al norte. En ese punto, la I-15 sigue exclusivamente la ruta antigua de la Ruta 91. En muchas secciones de la carretera, el alto voltaje de las líneas de alta tensión, como el Path 46 y el Path 27, son casi todas de la Presa Hoover y siguen a la autovía. Muchas de estas líneas de alta tensión conectan al Área metropolitana de Los Ángeles.
El punto de inicio de la Interestatal 15 originalmente se planeaba que fuese en San Bernardino en una autopista de intercambio con la autovía de San Bernardino, la I-10. Esto era muy lógico debido a que la I-15 el alineamiento antiguo de la Ruta Histórica 66 en la cual pasaba sobre San Bernardino. El segmento se completó en consecuencia. Sin embargo, se pasó después una legislación en la cual se debería de extender la Interestatal hacia San Diego. Pero envés de extender la autovía desde la de intercambio de la I-10 Sur, el Departamento de Transporte de California construyó un nuevo segmento en Devore que se desprendía del alineamiento original y pasaban San Bernardino. Este segmento se encuentra principalmente entre el noreste al suroeste por alrededor de 15 millas (24 km). Después, en Fontana/Rancho Cucamonga, su alineación direccional cambió al norte y sur donde eventualmente se entrecruzan con la Interestatal 10 (alrededor de 15 millas o 24 kilómetros al oeste de la autopista de intercambio en San Bernardino). El segmento que había sido construido en Devore hacia San Bernardino fue mantenida como una interestatal, pero cambió de número como la Interestatal 215. Durante la construcción de la I-15 a la presente alineación, y durante algún tiempo después, la I-215 cambió de número a la I-15E, por eso ahora su mileaje empieza en la Interestatal 10.

### Nevada

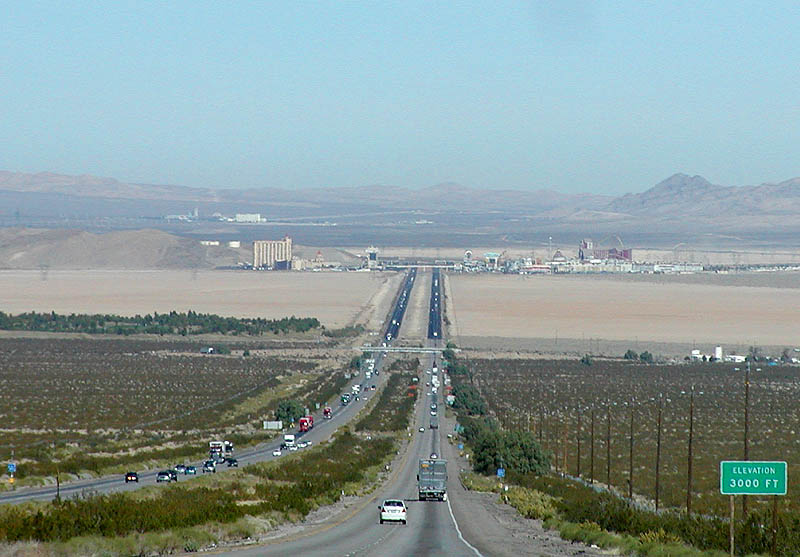
La I-15 con sentido norte descendiendo desde Mountain Pass, en California hacia el Valle Ivanpah y con vista del Ivanpah Dry Lake. En el centro, se aprecian los casinos de Primm al orilla de la autovía justo en la línea estatal de Nevada, mientras que los otros hoteles de Jean están un poco más lejos, hacia la izquierda; está Las Vegas pero un poco más lejos que las colinas que están en el horizonte.

La Interestatal 15 empieza en Primm, continua sobre Las Vegas a lo largo del corredor Las Vegas Strip. Después la interestatal cruza la línea estatal de Arizona en Mesquite. Toda la Interestatal en Nevada opera completamente por el condado de Clark, en una distancia de 123,77 millas (199,2 km).

### Arizona
La I-15 pasa justamente en la esquina noroccidental de Arizona con una longitud total de 29.4 millas (47 km). La carretera está separada desde el resto del estado y tiene una salida principal, en Beaver Dam / Littlefield. La I-15 incluye una espectacular sección donde la carretera se dobla entre las paredes angostas de Virgin River Gorge.

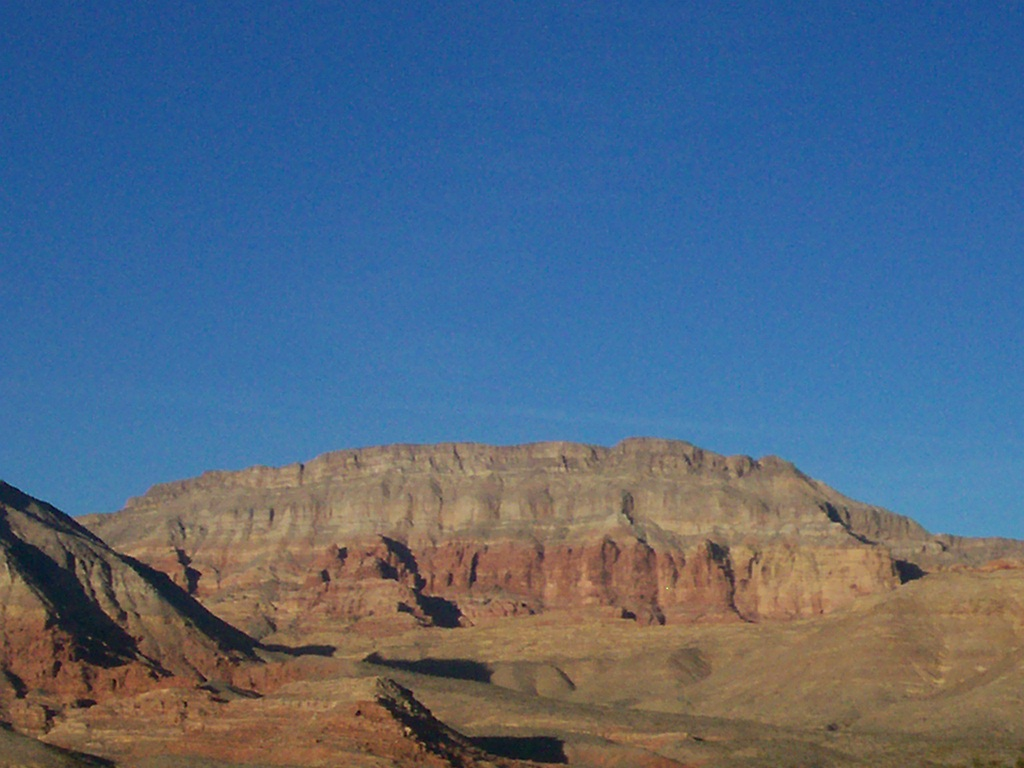
I-15 pasando sobre el río Virgin Gorge, Arizona mostrando unos acantilados de color rojizo.

### Utah
La I-15 continua sobre Utah por alrededor de 400 millas (640 km). Es la conexión principal de norte a sur del estado. La carretera sigue aproximadamente la antigua alineación de la Ruta 91 desde St. George hacia Brigham City. La carretera pasa por la región de rápido crecimiento de Dixie, en la cual incluye a St. George, Cedar City y principalmente a todos los suburbios importantes a lo largo de Wasatch Front, incluyendo a Provo, Orem, Sandy, West Jordan, Salt Lake City, Layton y Ogden. Cerca de Cove Fort la Interestatal 70 empieza su travesía al occidente por todo el país. La interestatal se une con la I-80 por alrededor de 3 millas (5 km) desde South Salt Lake hacia el oeste del Centro de Salt Lake City y también se une con la Inteestatal 84 desde Ogden hacia Tremonton. A lo largo de casi toda su longitud en estado, la I-15 pasa por el borde occidental por una serie de casi continuas montañas (las montañas Wasatch Range en el norte del estado). La única excepción es cuando pasa por las montañas al sur de Cedar City y después al norte de Cove Fort.

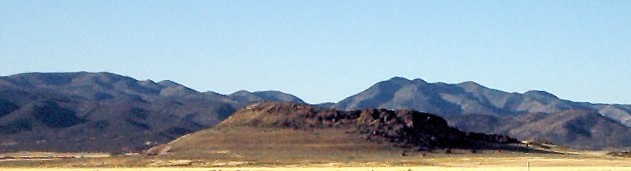
Cono del volcán extinto cerca de Fillmore, Utah desprendiéndose de la I-15.

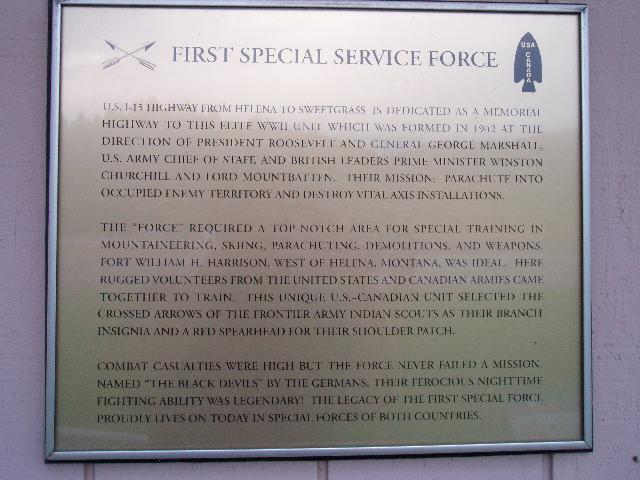
Placa localizada en la Interestatal 15 entre Helena y Great Falls.

### Idaho

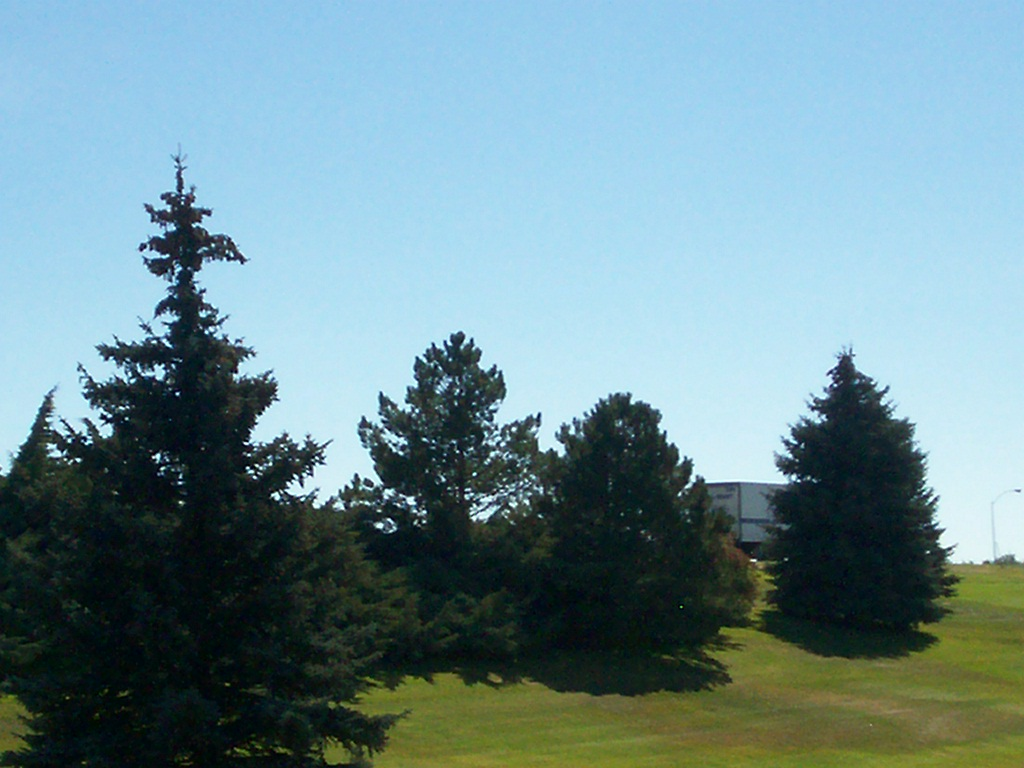
Paisajes a lo largo de la autopista de intercambio con la belleza. Fotografía tomada en Blackfoot, Idaho.

La I-15 pasa sobre Idaho por alrededor de 200 millas (320 km). La carretera transita por Pocatello, Blackfoot y Idaho Falls.

### Montana
La Interestatal 15 sigue adelante sobre cerca de 400 millas (640 km) de Montana sobre las ciudades de Butte, Helena y Great Falls, intersecándose con la Interestatal 90, Interestatal 115 y la Interestatal 315. En Sweetgrass, la I-15 termina hasta cruzar la frontera internacional con Alberta, Canadá; sin embargo, los letreros de la I-15 estén presente en la Carretera 4 de Alberta con sentido sur desde Lethbridge hacia la frontera de Estados Unidos con Canadá.

## Historia
La Interestatal 15 fue reconstruida a lo largo de la Ruta 91. Una vez que la interestatal 15 fue construida, la Ruta 91 fue clausurada, excepto por una sección en el norte de Utah/Sur de Idaho donde la Interestatal sigue la ruta de la antigua Ruta 191.
Interstate 15 had an eastern branch bypassing San Bernardino, California, and a western branch in Idaho. I-215 around San Bernardino was I-15E, and the western I-86 was once called I-15W.

## Futuro
La redesignación de la SR 15 en San Diego como la I-15 ocurrirá cuando la autovía de intercambio con la SR 94 sea actualizada a estándares de autopista interestatal. Actualmente la autopista de intercambio ha quitado sus salidas y puntos ciegos, y se actualizará cuando se ensanche la Ruta Estatal 94 en 2008. En ese tiempo la Ruta Estatal 15 será designada como parte de la I-15.

## Intersecciones principales
Listadas en orden de sur a norte:

### California
- Interestatal 8 en San Diego
- Interestatal 215 en Murrieta
- Interestatal 10 en Ontario
- Interestatal 215 en Devore
- Interestatal 40 en Barstow

### Nevada
- Las Vegas Beltway ("I-215" al este, "CC 215" al oeste) en el área no incorporada de Paradise en el condado de Clark cerca del Aeropuerto Internacional Harry Reid
- Interestatal 11/U.S. Route 93/U.S. Route 95 en Las Vegas

### Arizona
La Interestatal 15 no se interseca con ninguna carretera estatal en Arizona.

### Utah
- Interestatal 70 en Cove Fort
- Interestatal 215 en Murray
- Interestatal 80 en South Salt Lake; se unen por alrededor de 3 mi (5 km) en Salt Lake City
- Interestatal 215 en North Salt Lake
- Interestatal 84 en Ogden; se mantienen unidas hasta llegar a Tremonton

### Idaho
- Interestatal 86 en Pocatello

### Montana
- Interestatal 90 en Butte; se unen por 9 millas (14.5 km)
- Interestatal 115 en Butte.

## Rutas auxiliares
- Inland Empire, California - I-215
- Beltway Las Vegas, Nevada - I-215
- Salt Lake City - I-215
- Butte (Montana) - I-115
- Great Falls - I-315

### California
- California Highways: SR 15
- Cal-NExUS: Route 15 North
- Cal-NExUS: Route 15 South

### Arizona
- I-15 Completed December 14, 1973

- Datos: Q93472
- Multimedia: Interstate 15 / Q93472